# Bobby Portis
Bobby Portis (Little Rock, 10 febbraio 1995) è un cestista statunitense, professionista nella NBA con i Milwaukee Bucks.

## Caratteristiche tecniche
Di ruolo ala grande, può giocare anche da centro ed è un buon tiratore da tre punti.

## Carriera

### Chicago Bulls (2015-2019)
Si candidò al Draft NBA 2015, dove venne scelto dai Chicago Bulls alla 22ª chiamata del Draft.

#### Stagione 2015-2016
Debutta in NBA il 4 Novembre 2015 nella gara persa 130-105 contro gli Charlotte Hornets in cui mette a segno 10 punti.
Si mise in mostra per la prima volta il 20 dicembre 2015 nella gara persa dai Bulls per 107-91 contro i New York Knicks: in questa gara Bobby giocò 22 minuti ma segnando 20 punti e raccogliendo 11 rimbalzi, realizzando così la sua prima doppia doppia in carriera.
La stagione da rookie di Bobby, nonostante il mancato arrivo dei tori ai playoffs, fu positiva nel complesso: in totale giocò 62 partite di cui 4 da titolare tenendo una media di 5,4 rimbalzi e 7 punti a partita (436 i punti totali nelle partite da lui disputate).

#### Stagione 2016-2017
In estate i Bulls smantellarono la squadra con le cessioni di Derrick Rose (andato insieme a Justin Holiday ai New York Knicks in cambio di Robin Lopez, Jerian Grant e José Calderón), Joakim Noah, Pau Gasol, Aaron Brooks, E'Twaun Moore e Mike Dunleavy; si prospetta una rebuilding nella Windy City.
Tuttavia in free agency i Chicago Bulls (dopo aver preso al Draft due prospetti molto interessanti come Denzel Valentine e Paul Zipser) acquistarono le stelle Rajon Rondo e Dwyane Wade cambiando radicalmente le aspettative per la stagione 2016-2017 nella Windy City.
Il 29 ottobre 2016 i Bulls esercitarono l'opzione sul contratto di Portis, facendo sì che lui rimanesse con i tori fino al 2018. Tuttavia in stagione Portis non trovò lo spazio sperato stando nelle rotazioni del coach dei tori Fred Hoiberg dietro a Nikola Mirotić e Taj Gibson. Il 7 gennaio 2017 venne assegnato agli Windy City Bulls, squadra della D-League affiliata ai Chicago Bulls, per poi essere richiamato il giorno successivo.
Il 23 febbraio 2017, durante la trade dead-line Taj Gibson venne ceduto (insieme a Doug McDermott) via trade dai Bulls agli Oklahoma City Thunder in cambio di Cameron Payne, Joffrey Lauvergne e Anthony Morrow; a seguito di questa trade Portis iniziò a trovare più spazio entrando anche nel quintetto base, dove si alternò con Nikola Mirotić.
Il 19 marzo 2017 mise a segno il proprio career-high di punti mettendone a segno 22 nella gara vinta in casa col punteggio finale di 95-86 contro gli Utah Jazz. Nel finale di stagione venne messo in panchina più spesso da coach Hoiberg in favore di Mirotić; ciò nonostante Portis continuò a ritagliarsi i suoi minuti in campo. Nell'ultima gara della stagione mise a referto una doppia-doppia con 12 punti e 10 rimbalzi in uscita dalla panchina nella vittoria netta per 112-73 contro i Brooklyn Nets. I Bulls arrivarono così ai playoffs da ottavi con un record di 41-41 e incontrarono al primo turno i Boston Celtics. In gara-1 Portis sfoggiò una grande prestazione contribuendo alla vittoria dei Bulls al TD Garden di Boston per 106-102 con 19 punti e 9 rimbalzi. Tuttavia la serie venne vinta dai Celtics a gara-6.

#### Stagione 2017-2018
La stagione 2017-18 per Chicago si aprì con un processo di rebuilding in quanto se ne andarono Rondo, Wade e Butler e i tori al Draft 2017 scelsero il finlandese Lauri Markkanen, anch'egli ala grande.
Per Portis invece iniziò molto male l'annata in quanto il 18 ottobre 2017, a due giorni dalla prima partita della squadra si rese protagonista di un brutto episodio con il compagno di squadra Nikola Mirotić: a seguito di un focoso alterco in allenamento, Portis colpì il giocatore montenegrino naturalizzato spagnolo con un pugno in faccia rompendogli la mascella e causandogli una commozione cerebrale; a seguito di questo avvenimento, la dirigenza dei Bulls decise di sospendere Portis per 8 partite. Tornò in campo l'8 novembre nella trasferta contro i Toronto Raptors, dove mise a segno 21 punti e 13 rimbalzi in 24 minuti in uscita dalla panchina. A seguito della partita si scusò pubblicamente con Mirotić per quanto accaduto nel mese precedente. In febbraio l'ispano-montenegrino venne ceduto ai New Orleans Pelicans. Nello stesso mese (precisamente il 22) mise a referto il proprio career-high di punti segnandone 38 nella sconfitta per 116-115 contro i Philadelphia 76ers.
Il 18 marzo 2018 realizza una doppia doppia da 15 punti e 15 rimbalzi nella sconfitta per 114-109 contro i Cleveland Cavaliers.
In tutta la stagione disputò 73 partite, tenendo di media 13,2 punti e 6,8 rimbalzi, e giocando solo 4 partite da titolare in quanto i Bulls puntarono sul rookie Lauri Markkanen come 4 titolare.

#### Stagione 2018-19
In estate Portis lavorò sul tiro da 3 punti. La stagione per Portis si aprì con una doppia doppia da 20 punti e 11 rimbalzi nella sfida persa per 127-120 contro i Philadelphia 76ers il 19 ottobre. Tuttavia il suo anno non proseguì nel migliore dei modi in quanto 7 giorni dopo subì un brutto infortunio al legamento collaterale del ginocchio rimanendo fuori per 1 mese. Tornò a giocare l'11 dicembre in occasione della sconfitta per 108-89 contro i Sacramento Kings, in cui mise a referto 9 rimbalzi e 8 assist. Il 20 dicembre subì un altro infortunio, questa volta alla caviglia, che lo costrinse a stare fuori fino al 6 gennaio. Il 30 gennaio segnò 26 punti (di cui 22 nel secondo tempo della gara) in occasione della vittoria per 105-89 contro i Miami Heat.

### Washington Wizards (2019)
Il 7 febbraio 2019 venne ceduto (insieme a Jabari Parker) agli Washington Wizards in cambio di Otto Porter. Debuttò con la franchigia capitolina 2 giorni più tardi contribuendo al successo per 109-96 contro i Cleveland Cavaliers con 30 punti; era dal 1997 che un giocatore non segnava 30 punti al debutto con la nuova maglia, in quel caso a riuscirci fu Jerry Stackhouse. Il 10 marzo 2019 segnò 21 punti nella sconfitta per 135-130 contro i Minnesota Timberwolves. In stagione si videro comunque progressi da parte sua nel tiro da 3 viste le buone percentuali tenute tra Chicago e Washington.

### New York Knicks (2019-2020)
Diventato free agent, firmò un biennale da 31 milioni di dollari con i New York Knicks.

## Statistiche
| † | Denota le stagioni in cui ha vinto il titolo |

### NCAA
| Anno      | Squadra         | PG | PT | MP   | TC%  | 3P%  | TL%  | RP  | AP  | PRP | SP  | PP   |
| --------- | --------------- | -- | -- | ---- | ---- | ---- | ---- | --- | --- | --- | --- | ---- |
| 2013-2014 | Ark. Razorbacks | 34 | 34 | 27,0 | 50,9 | 27,3 | 73,7 | 6,8 | 1,5 | 1,0 | 1,6 | 12,3 |
| 2014-2015 | Ark. Razorbacks | 36 | 36 | 29,9 | 53,6 | 46,7 | 73,7 | 8,9 | 1,2 | 1,1 | 1,4 | 17,5 |
| Carriera  | Carriera        | 70 | 70 | 28,5 | 52,6 | 36,5 | 73,7 | 7,9 | 1,3 | 1,1 | 1,5 | 15,0 |

#### Massimi in carriera
- Massimo di punti: 35 vs Alabama (5 febbraio 2014)[31]
- Massimo di rimbalzi: 15 vs Louisiana State (7 marzo 2015)
- Massimo di assist: 5 vs Mississippi (5 marzo 2014)
- Massimo di palle rubate: 5 (2 volte)
- Massimo di stoppate: 6 vs Alabama (5 febbraio 2014)
- Massimo di minuti giocati: 38 vs Clemson (7 dicembre 2014)

### NBA

#### Regular Season
| Anno       | Squadra         | PG  | PT  | MP   | TC%  | 3P%  | TL%  | RP  | AP  | PRP | SP  | PP   |
| ---------- | --------------- | --- | --- | ---- | ---- | ---- | ---- | --- | --- | --- | --- | ---- |
| 2015-2016  | Chicago Bulls   | 62  | 4   | 17,8 | 42,7 | 30,8 | 72,7 | 5,4 | 0,8 | 0,4 | 0,4 | 7,0  |
| 2016-2017  | Chicago Bulls   | 64  | 13  | 15,6 | 48,8 | 33,3 | 66,1 | 4,6 | 0,5 | 0,3 | 0,2 | 6,8  |
| 2017-2018  | Chicago Bulls   | 73  | 4   | 22,5 | 47,1 | 35,9 | 76,9 | 6,8 | 1,7 | 0,7 | 0,3 | 13,2 |
| 2018-2019  | Chicago Bulls   | 22  | 6   | 24,1 | 45,0 | 37,5 | 78,0 | 7,3 | 1,3 | 0,5 | 0,4 | 14,1 |
| 2018-2019  | Wash. Wizards   | 28  | 22  | 27,4 | 44,0 | 40,3 | 80,9 | 8,6 | 1,5 | 0,9 | 0,4 | 14,3 |
| 2019-2020  | N.Y. Knicks     | 66  | 5   | 21,1 | 45,0 | 35,8 | 76,3 | 5,1 | 1,5 | 0,5 | 0,3 | 10,1 |
| 2020-2021† | Milwaukee Bucks | 66  | 7   | 20,8 | 52,3 | 47,1 | 74,0 | 7,1 | 1,1 | 0,8 | 0,4 | 11,4 |
| 2021-2022  | Milwaukee Bucks | 72  | 59  | 28,2 | 47,9 | 39,3 | 75,2 | 9,1 | 1,2 | 0,7 | 0,7 | 14,6 |
| 2022-2023  | Milwaukee Bucks | 70  | 22  | 26,0 | 49,6 | 37,0 | 76,8 | 9,6 | 1,5 | 0,4 | 0,2 | 14,1 |
| 2023-2024  | Milwaukee Bucks | 82  | 4   | 24,5 | 50,8 | 40,7 | 79,0 | 7,4 | 1,3 | 0,8 | 0,4 | 13,8 |
| 2024-2025  | Milwaukee Bucks | 49  | 7   | 25,4 | 46,6 | 36,5 | 83,6 | 8,4 | 2,1 | 0,7 | 0,5 | 13,9 |
| Carriera   | Carriera        | 654 | 153 | 22,8 | 47,8 | 38,3 | 76,5 | 7,2 | 1,3 | 0,6 | 0,4 | 12,0 |

#### Play-off
| Anno     | Squadra         | PG | PT | MP   | TC%  | 3P%  | TL%  | RP   | AP  | PRP | SP  | PP   |
| -------- | --------------- | -- | -- | ---- | ---- | ---- | ---- | ---- | --- | --- | --- | ---- |
| 2017     | Chicago Bulls   | 6  | 0  | 20,1 | 51,5 | 46,2 | -    | 6,2  | 1,2 | 0,5 | 0,5 | 6,7  |
| 2021†    | Milwaukee Bucks | 20 | 2  | 18,3 | 46,4 | 34,6 | 72,0 | 5,0  | 0,6 | 0,7 | 0,4 | 8,8  |
| 2022     | Milwaukee Bucks | 12 | 5  | 24,8 | 41,7 | 29,8 | 77,3 | 10,0 | 0,8 | 0,4 | 0,3 | 10,6 |
| 2023     | Milwaukee Bucks | 5  | 2  | 21,4 | 48,8 | 27,8 | 100  | 8,2  | 1,2 | 0,6 | 0,4 | 9,6  |
| 2024     | Milwaukee Bucks | 6  | 6  | 31,2 | 48,4 | 25,0 | 61,5 | 11,3 | 1,0 | 0,5 | 0,2 | 16,5 |
| 2025     | Milwaukee Bucks | 5  | 1  | 31,6 | 44,1 | 35,7 | 0,0  | 8,2  | 1,4 | 0,4 | 0,4 | 14,0 |
| Carriera | Carriera        | 54 | 16 | 22,9 | 45,9 | 32,9 | 71,9 | 7,5  | 0,9 | 0,6 | 0,3 | 10,4 |

#### Massimi in carriera
- Massimo di punti: 38 vs Philadelphia 76ers (22 febbraio 2018)[32]
- Massimo di rimbalzi: 21 vs Oklahoma City Thunder (5 novembre 2022)
- Massimo di assist: 7 vs Charlotte Hornets (3 dicembre 2022)
- Massimo di palle rubate: 4 (7 volte)
- Massimo di stoppate: 3 (6 volte)
- Massimo di minuti giocati: 41 vs Boston Celtics (12 novembre 2021)

### G League
| Anno      | Squadra          | PG | PT | MP   | TC%  | 3P%  | TL%  | RP  | AP  | PRP | SP  | PP   |
| --------- | ---------------- | -- | -- | ---- | ---- | ---- | ---- | --- | --- | --- | --- | ---- |
| 2016-2017 | Windy City Bulls | 1  | 1  | 38,6 | 50,0 | 25,0 | 87,5 | 9,0 | 3,0 | 1,0 | 3,0 | 32,0 |
| Carriera  | Carriera         | 1  | 1  | 38,6 | 50,0 | 25,0 | 87,5 | 9,0 | 3,0 | 1,0 | 3,0 | 32,0 |

## Palmarès

### Squadra
- Campionato NBA: 1

Milwaukee Bucks: 2021
- NBA In-Season Tournament: 1

Milwaukee Bucks: 2024

### Individuale
- McDonald's All-American (2013)
- NCAA AP All-America Second Team (2015)